# Georg von Vincke

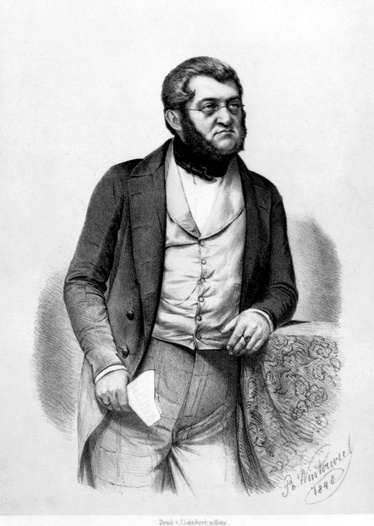
Georg von Vincke.

Georg Ernst Friedrich Freiherr von Vincke, född 15 maj 1811 i Haus Busch vid Hagen, död 3 juni 1875 i Bad Oeynhausen, var en preussisk politiker; son till Ludwig von Vincke. 
Vincke uppträdde i preussiska lantdagen 1847 och Frankfurtparlamentet 1848 som förkämpe för det konstitutionella och arvkejserliga partiet, tillhörde 1849–1863 och 1867 preussiska deputeradekammaren samt var där liksom i Nordtyska förbundets riksdag 1867 de gammalliberalas ledare och främste talare.